# قصر دارالامان
قصر دارالامان از بناهای تاریخی افغانستان است. این قصر سه طبقه‌ای به فاصلهٔ هشت کیلومتر به طرف جنوب غرب شهر کابل در حوزهٔ چهاردهی کابل که پیش‌تر افشارتپه نام داشت، در زمان امان‌الله خان ساخته شده‌است. در زمان ساخت این قصر مناسبات حسنهٔ سیاسی میان دولت افغانستان و آلمان برقرار بود و در امور شهرسازی و تعمیرات ۲۲ تن مهندسان دولت آلمان حصه گرفته بودند که از جمله ساخت قصر دارالامان در سال ۱۳۰۴ ه‍.ق زیر نظر مهندس والتر هارتن آلمانی آغاز و در سال ۱۳۰۶ تکمیل گردید و قصر مذکور بداخل تقریباً ۱۵۰ اتاق کوچک و بزرگ اعمار شده که تمام دستگاه دولتی دورهٔ امانی از آن استفاده می‌کردند.
در اطراف قصر ساختمان‌های زیر قرار دارند: شورای ملی افغانستان، موزیم ملی افغانستان و دانشگاه بین‌المللی افغانستان.
در سال‌های دههٔ شصت خورشیدی وزارت دفاع افغانستان از این قصر استفاده می‌کرد. در کودتای ۱۶ دلو (بهمن) ۱۳۶۸ خورشیدی به رهبری ژنرال شهنواز تنی، وزیر دفاع پیشین افغانستان علیه دولت نجیب‌الله، این محل هدف بمباران قرار گرفت و بخشی از آن ویران شد.
دارالامان در جنگ‌های داخلی سال‌های دههٔ هفتاد خورشیدی آسیب بیشتری دید و سرانجام به ویرانه‌ای تبدیل شد و در دو دههٔ گذشته، مورد استفاده نبوده‌است.
در دهم ماه جوزا (خرداد) ۱۳۹۵ بازسازی قصر به هزینهٔ شانزده میلیون دلار آمریکایی آغاز شد.
در روز آغاز بازسازی این قصر، رئیس‌جمهوری افغانستان به صورت نمادین نخستین جلسهٔ کمیسیون عالی توسعهٔ شهری افغانستان را در ویرانهٔ این قصر برگزار کرد.

## نگارخانه

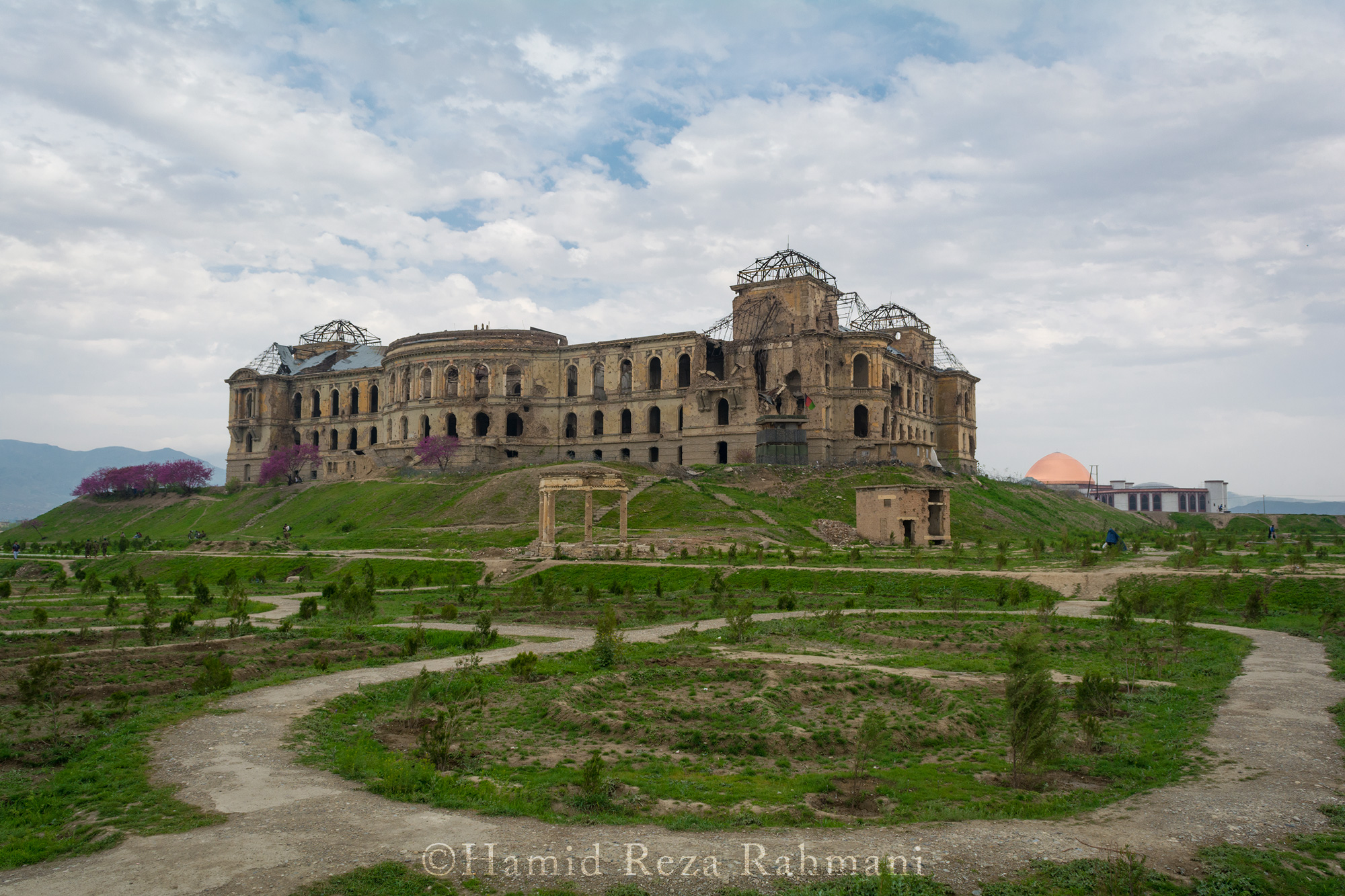
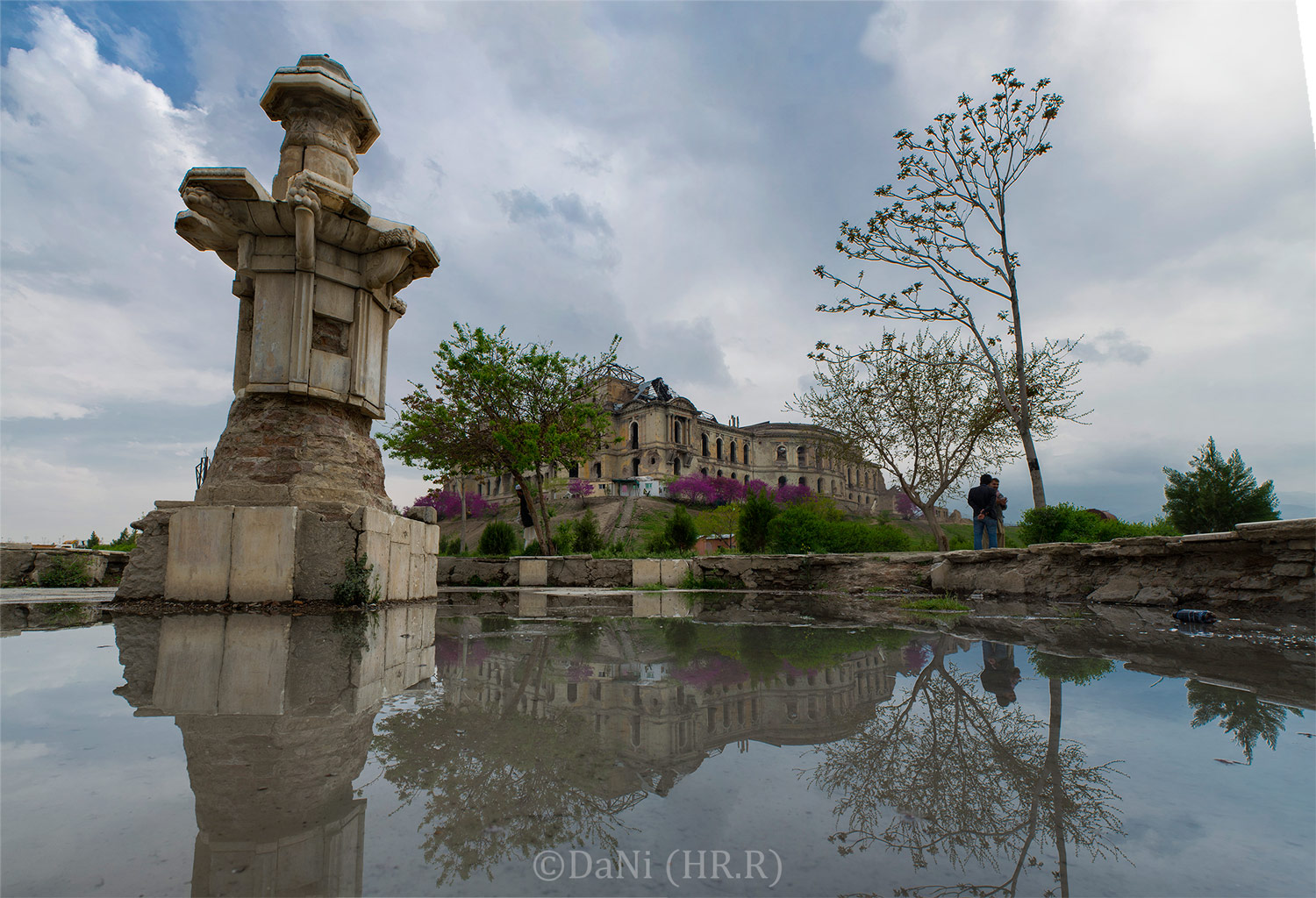
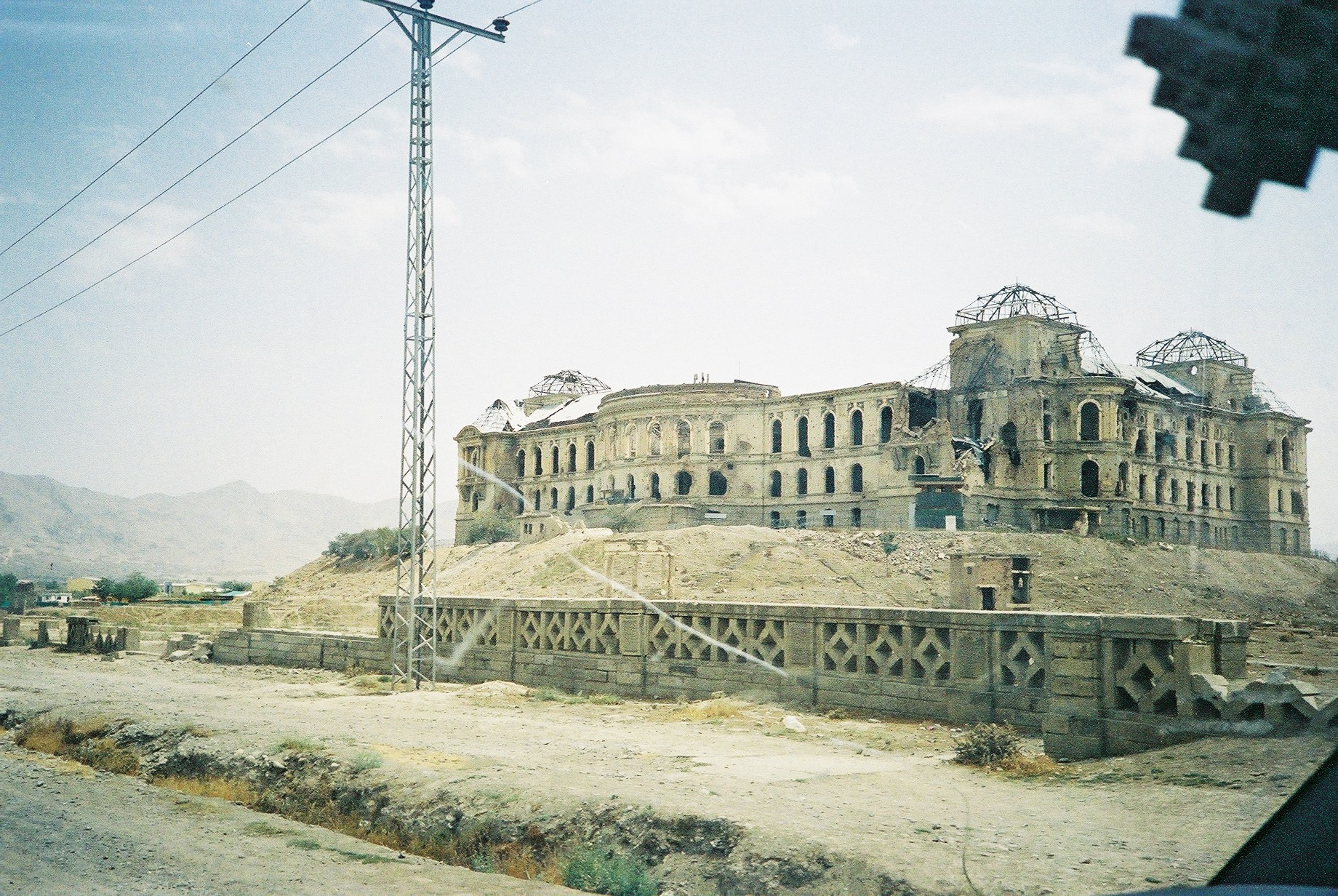
فرازی شمالی قصر دارالامان را نشان می‌دهد که پس از خروج نیروهای شوروی از افغانستان، به‌خاطر کاربرد مجاهدین از این قصر به عنوان سنگر در دوران جنگ بر سر کابل، کاملاً تخریب شده‌است.
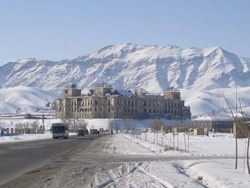
قصر دارالامان در یک روز برفی.
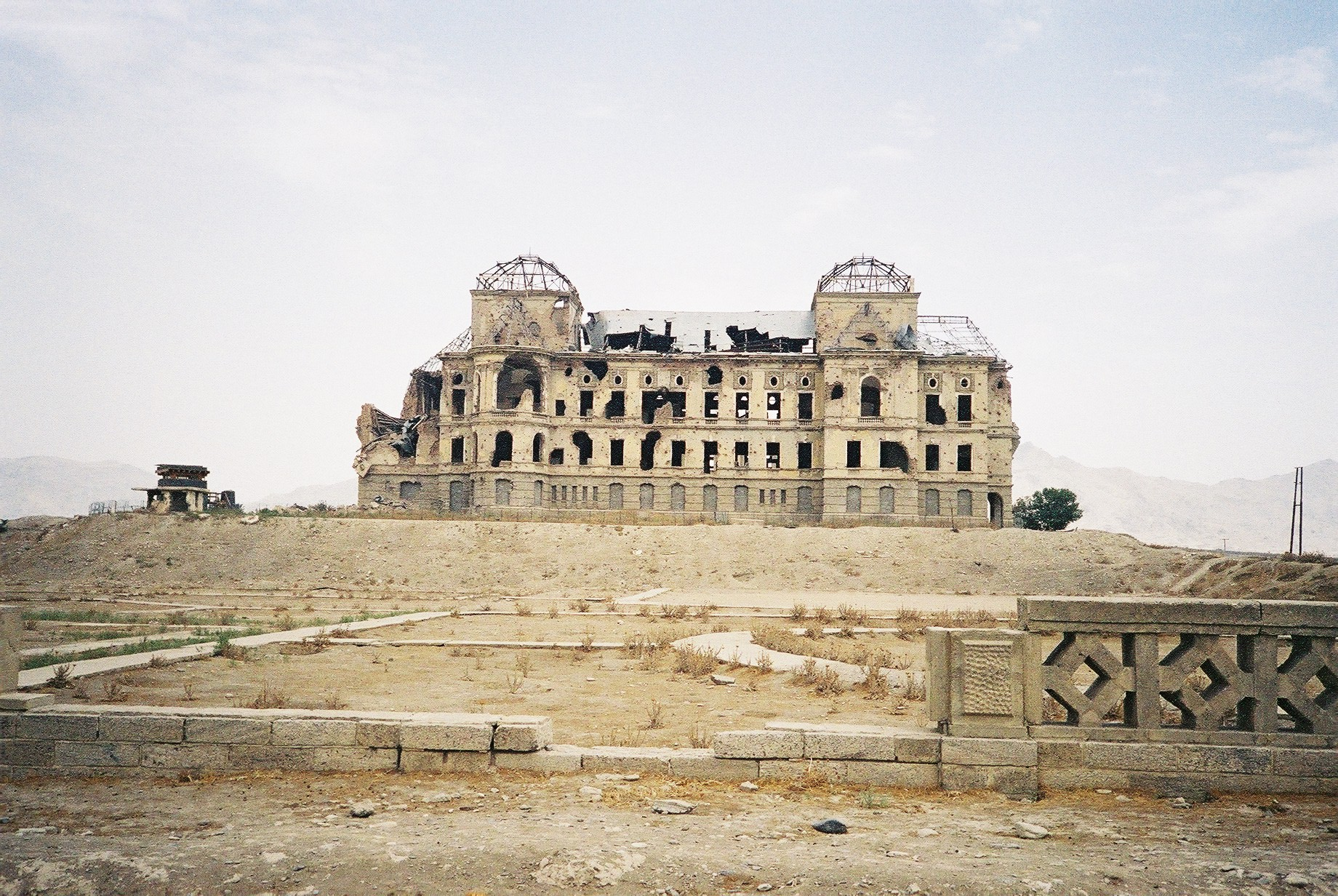
فرازی غربی قصر دارالامان.
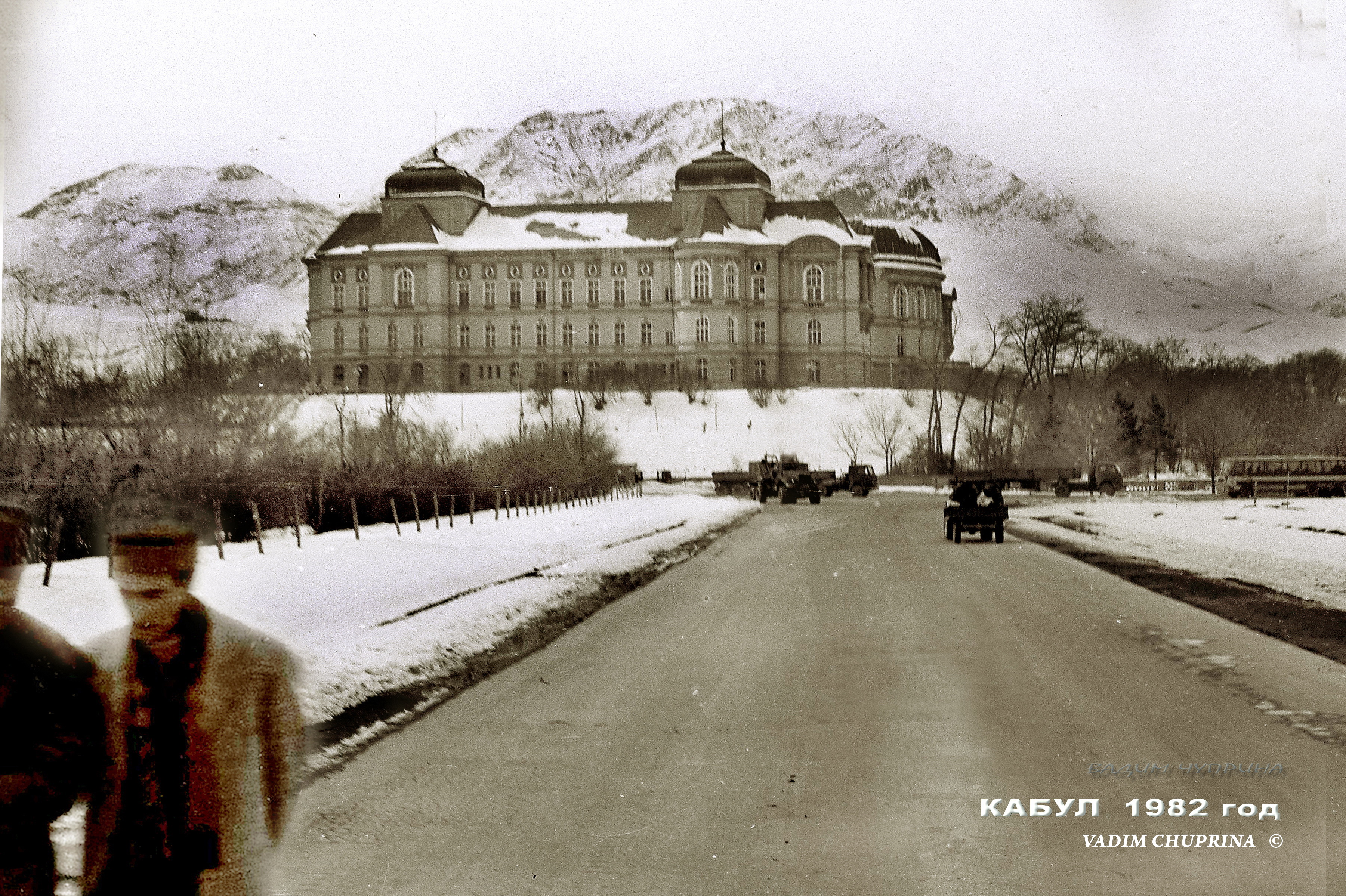
قصر دارالامان در سال ۱۹۸۲، با کامیون‌های ارتش شوروی قابل مشاهده است.
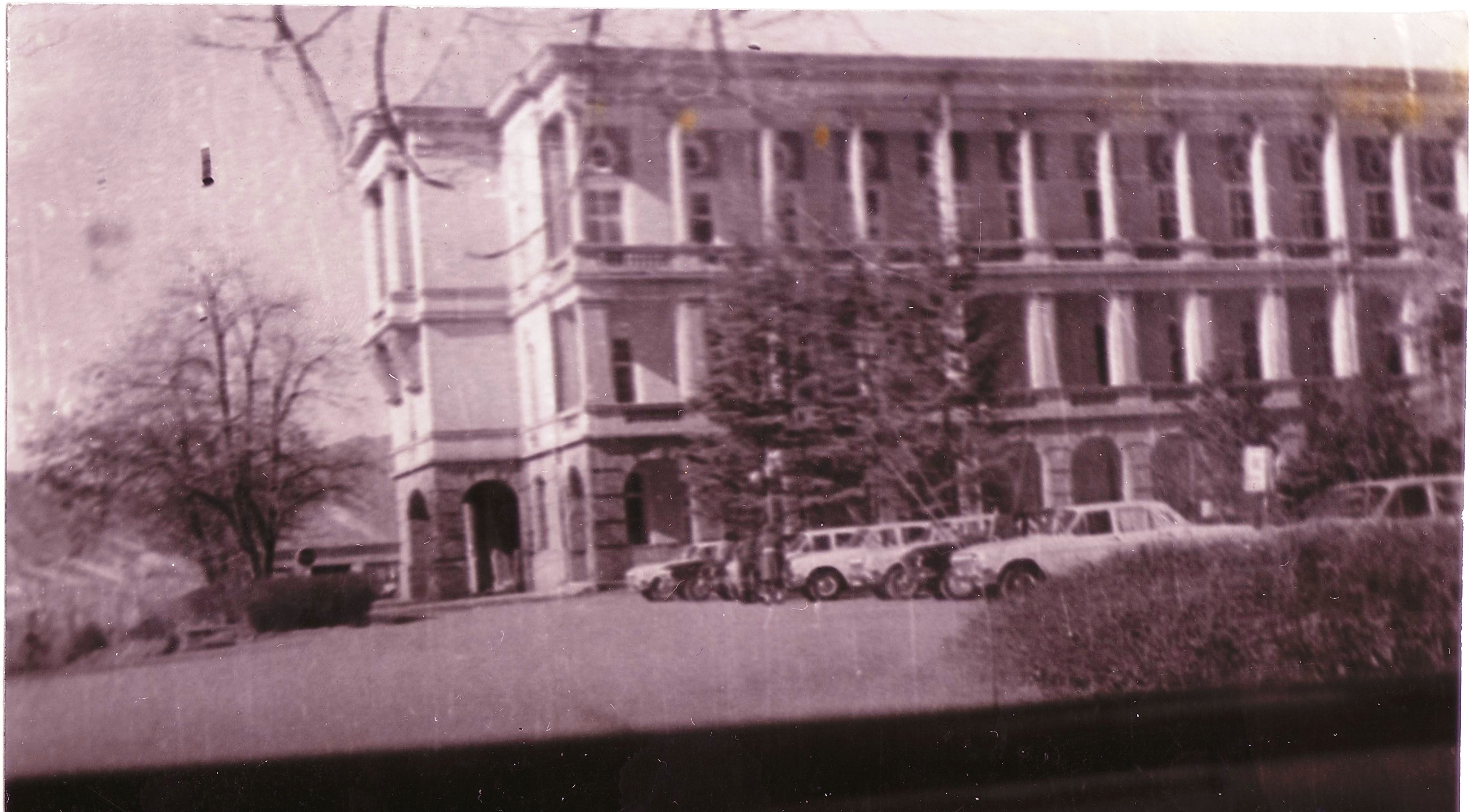
قصر دارالامان در سال ۱۹۸۶
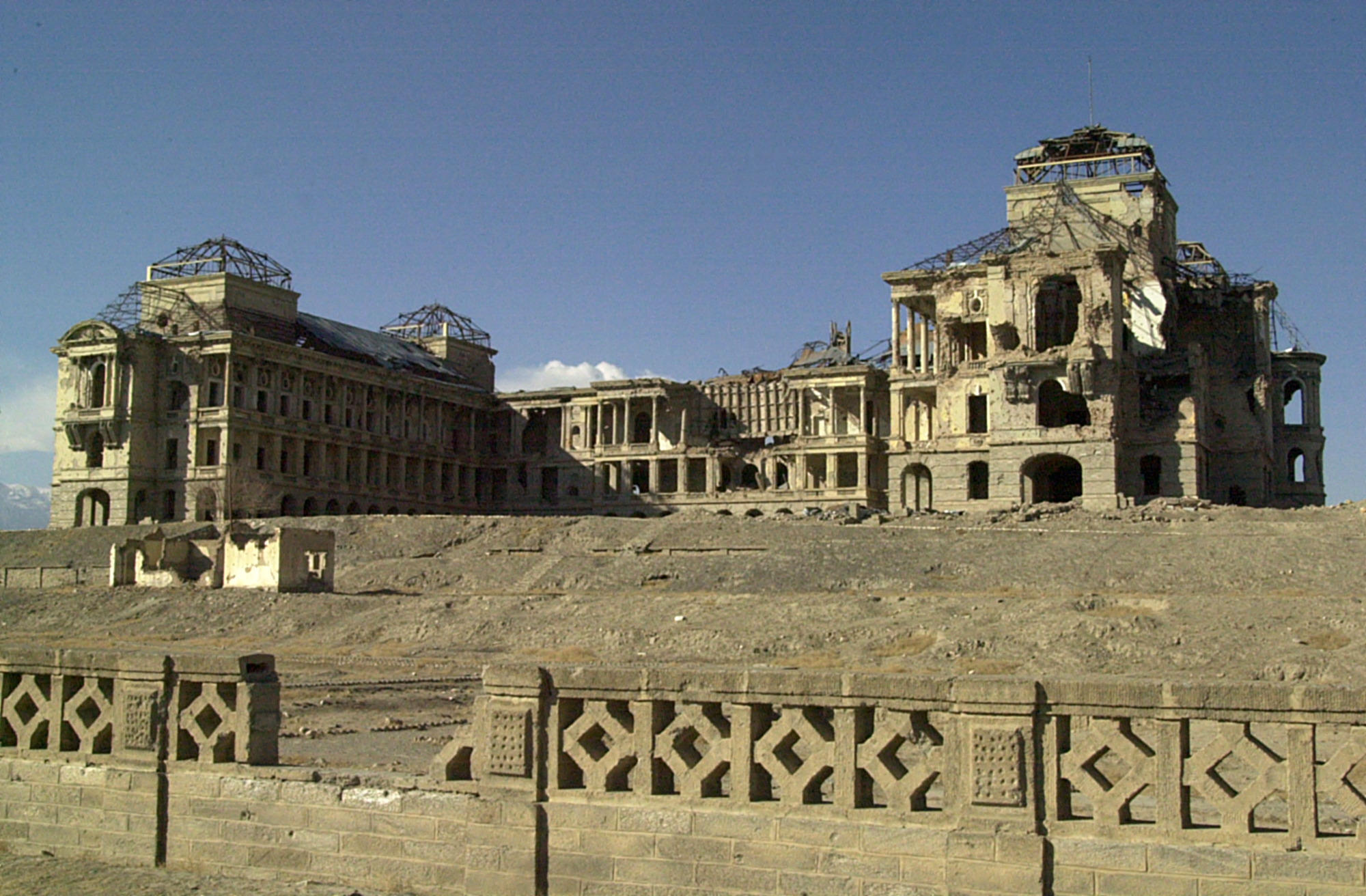
نمای جنوبی ۲۰۰۲
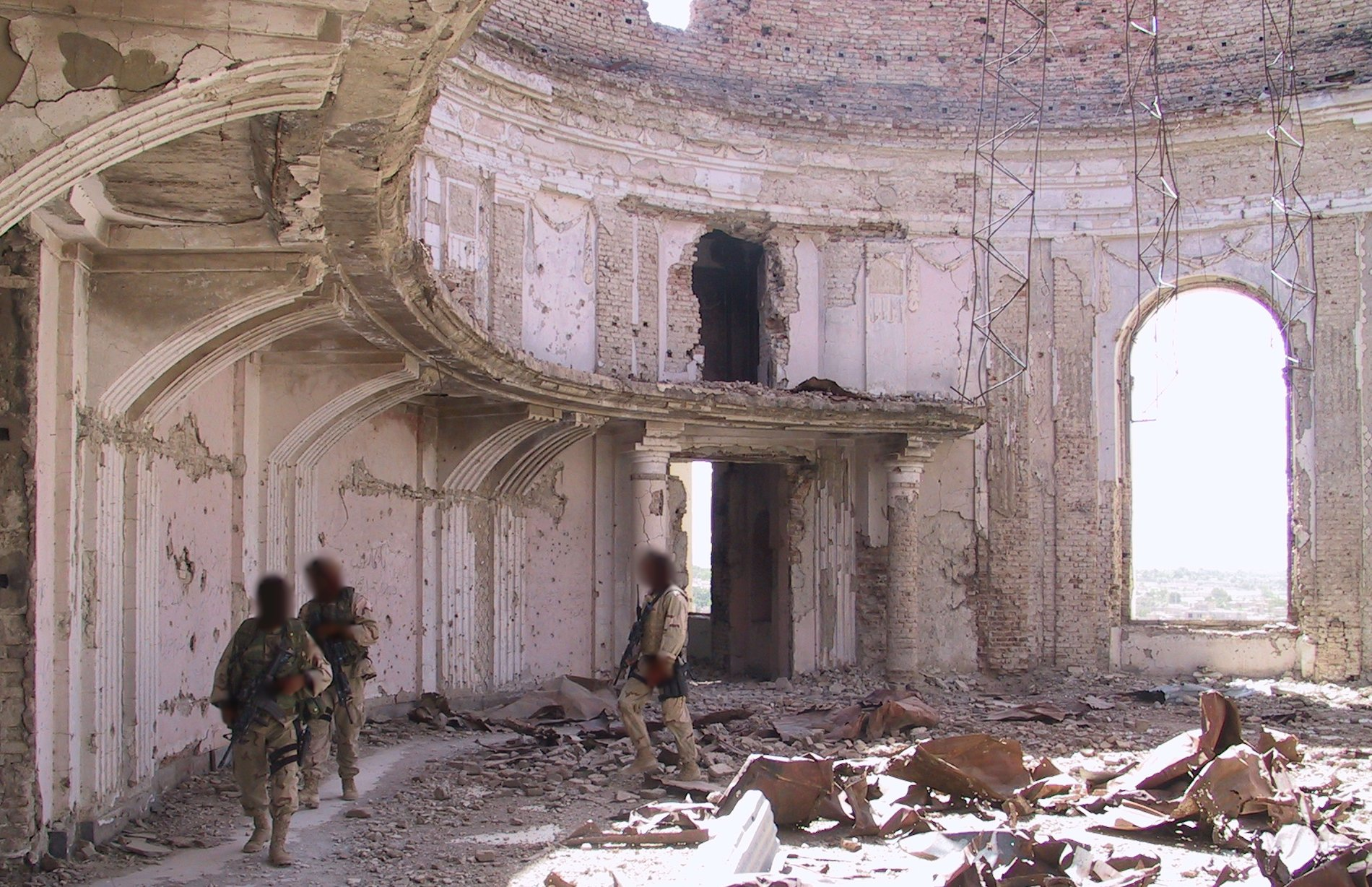
کماندوهای ایالات متحده در حال گشت‌زنی در اتاقی که به شدت بمباران شده بود ۲۰۰۲
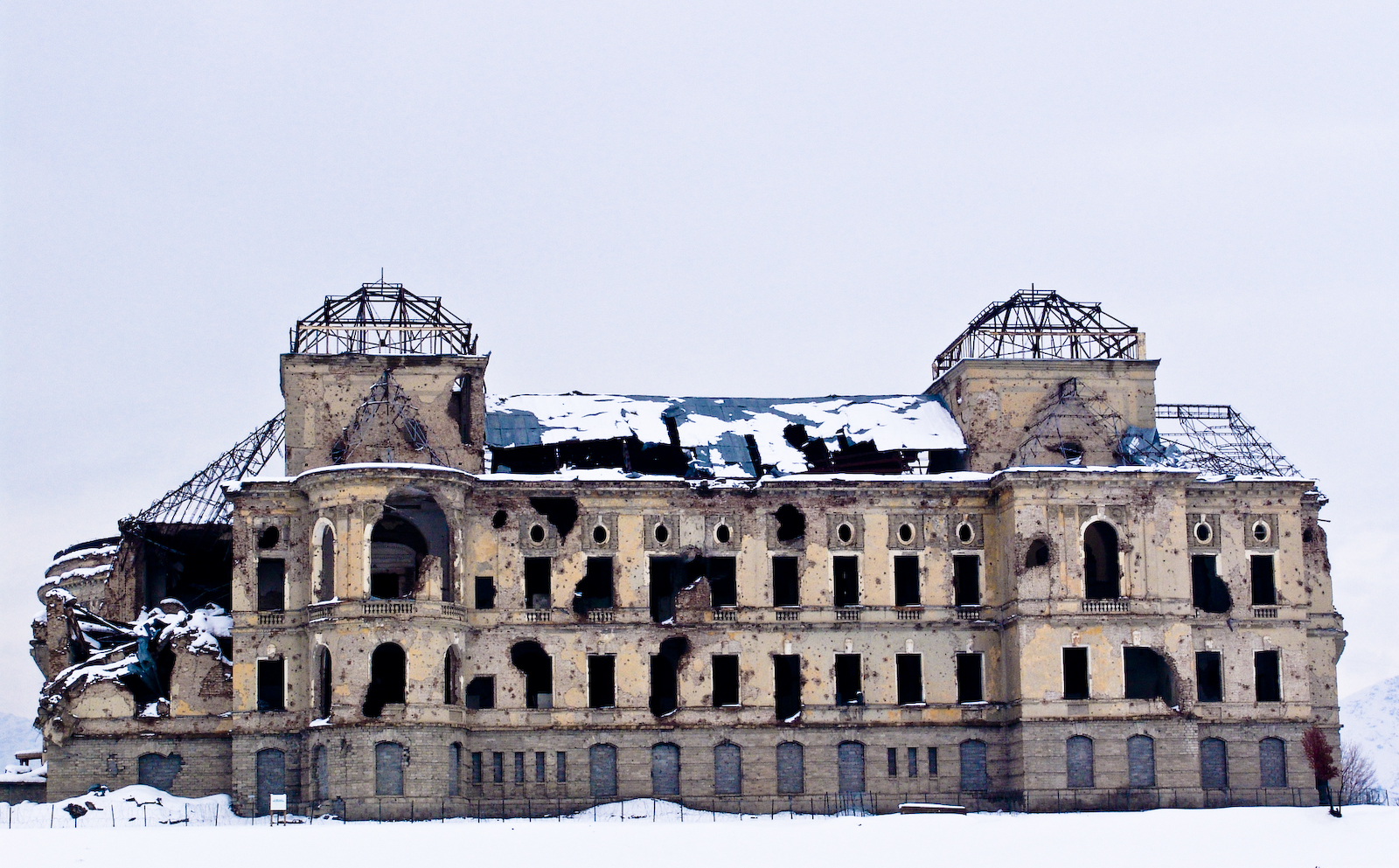
نمای قصر ۲۰۰۵
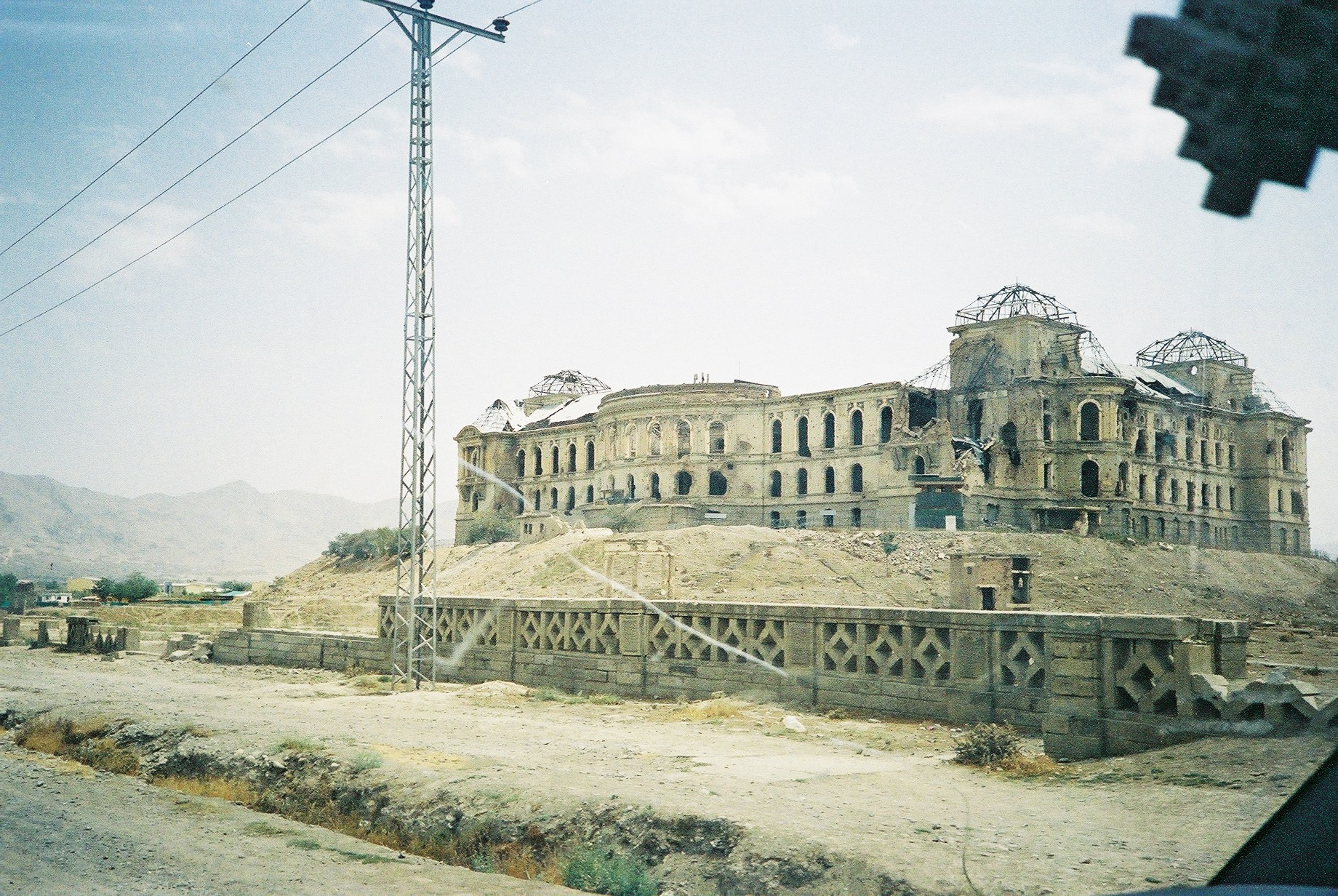
ارتفاعات شمالی نشان می‌دهد میزان خسارت گلوله باران در جریان جنگ پس از خروج شوروی
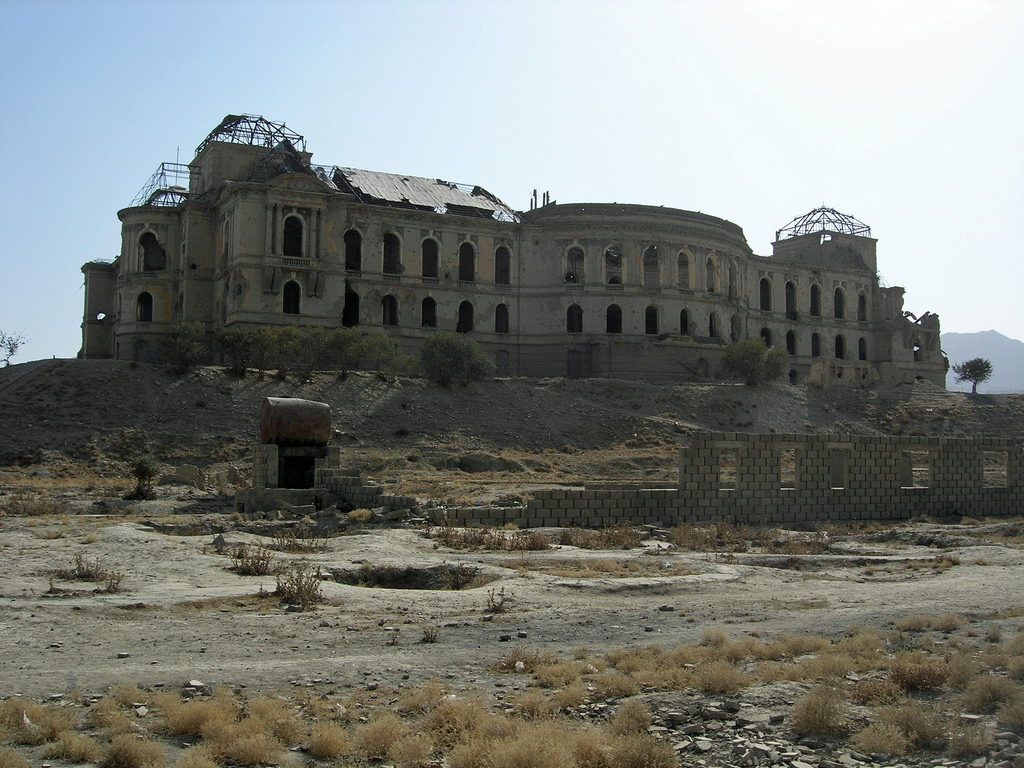
نمای قصر ۲۰۰۸